# Sněženky a machři
Sněženky a machři je česká filmová komedie z roku 1983 o studentech gymnázia na lyžařském výcviku v horách. Byla natočena se studenty Gymnázia Nad Štolou v Praze.
Režie Karel Smyczek, scénář Radek John, hrají Pavel Marek, Valentina Thielová, Eva Jeníčková, Veronika Freimanová, Michal Suchánek, Václav Kopta, Radoslav Brzobohatý, Jan Antonín Duchoslav a další.

## Zajímavost
Oblíbenou knihou postavy studenta Radka Převrátila je Krutá kniha aforismů s lehkými úvahami o těžkém životě, kterou napsal François de La Rochefoucauld, kniha vyšla v českém překladu v roce 1969.